# 130-й стрелковый корпус
130-й Ордена Суворова Латышский стрелковый корпус (130 ск, латыш. 130. latviešu strēlnieku korpuss) — военное соединение РККА, участвовавшее в Великой Отечественной войне. Корпус состоял из двух латышских стрелковых дивизий: 43-й гвардейской и 308-й. Участвовал в освобождении Латвийской ССР, за что был награждён Орденом Суворова II степени. Комплектовался частично из числа бывших граждан Латвии и латышей, проживавших в разных союзных республиках СССР.

## История существования

### Формирование
Корпус был сформирован 5 июня 1944 года приказом Генерального штаба Красной Армии. В состав корпуса вошли 43-я гвардейская стрелковая дивизия, которой командовал гвардии полковник Альфред Калнин, и 308-я стрелковая дивизия, которой командовал генерал-майор Вольдемар Дамберг. 43-я дивизия гвардейская служила как раз базой для формирования корпуса: из её состава для укомплектования штаба, управления корпуса и частей корпусного подчинения было выделено 803 человека (из них 95 офицеров). Офицерский состав был пополнен специально направленными командирами. В начале августа 1944 года в корпусе насчитывалось около 16 тысяч человек: из них 7537 человек в 43-й гвардейской дивизии, 7367 в 308-й дивизии и 853 в корпусном управлении. Командовал корпусом гвардии генерал-майор Детлав Бранткалн.
308-я дивизия также внесла свой вклад в формирование корпуса: в конце июня 1944 года на базе 1-го отдельного запасного латышского полка в Гороховецких лагерях началось её формирование, которое завершилось 7 июля 1944 года вручением боевых знамён соединению. На фронт она прибыла в последних числах июля. В состав дивизии входили 47,8 % русских, 36,3 % латышей, 7,8 % евреев, более 2 % украинцев, около 1 % белорусов и 5 % солдат других национальностей СССР, в дивизии издавалась газета на двух языках (на русском «Советский боец», на латышском «Падомью стрэлниекс»). 29 % военнослужащих дивизии уже имели опыт боевых действий.

### Подготовка к боевым действиям
130-й Латышский стрелковый корпус в конце июня сосредоточился в районе между Пустошкой и Невелем. В течение месяца солдаты и офицеры занимались боевой подготовкой и участвовали в строительстве фронтовой дороги. 3 июля 1944 года корпус вошёл в состав 22-й армии 2-го Прибалтийского фронта. 10 июля 1944 года началось наступление войск 2-го Прибалтийского фронта против группировки немецких войск, опиравшихся на рубеж Восточного вала по линии Опочка — Идрица — Себеж — Дрисса. 16 июля войска вышли к границам Латвийской ССР, пройдя за неделю около 90 километров. 130-му Латышскому корпусу было дано торжественное право вступить на землю освобождаемой Латвии.
Корпус в то время находился в составе 1-й ударной армии 3-го Прибалтийского фронта. 308-я дивизия ещё не подошла к тому моменту, поскольку не была полностью сформирована. Солдаты 43-й гвардейской стрелковой дивизии, совершив 250-километровый марш-бросок, прибыли 4 июля в полосу обороны 22-й армии и заняли боевой участок севернее озера Нещердо в районах населённых пунктов Зайчиха, Денисово, Рамуси и Храмино (в 60 км от восточной границы Латвии). 9 июля состоялся митинг в 43-й гвардейской дивизии, на который прибыли представители руководства Латвийской ССР.

### Вступление в Латвию
Наступление началось 10 июля 1944 года. В ночь на 11 июля немцы начали отступление перед фронтом корпуса, и утром 130-й стрелковый корпус начал преследовать гитлеровцев. К полудню 12 июля была занята станция Нища и перерезана железная дорога Идрица — Полоцк. На следующий день был отдан приказ о включении в состав корпуса 308-й дивизии, которая прибыла спустя почти неделю. 16 июля части 10-й гвардейской армии первыми пересекли границу Латвийской ССР севернее Зилупе, к тому моменту части 43-й гвардейской стрелковой дивизии уже сосредоточились в районе Ольховка — Великий Бор, восточнее Клястиц. Корпус был на границе Латвии.
Вечером 17 июля на станцию Невель по железной дороге прибыли первые части 308-й дивизии. Также был сформирован передовой подвижный отряд корпуса во главе с гвардии майором Макаровым и представителем штаба корпуса гвардии майором А. И. Курме (заместитель начальника оперативного отдела). В отряд вошли 1-й батальон 125-го гвардейского полка, 3-й дивизион 94-го гвардейского артиллерийского полка и отделение 47-го отдельного гвардейского сапёрного батальона 43-й гвардейской стрелковой дивизии. Отряду было поручено выйти на территорию Латвии и открыть ворота для её освобождения.
17 июля в 23:00 отряд начал операцию. 18 июля в 2:00 была форсирована река Зилупе, в 4:30 передовой отряд перешёл границу Латвийской ССР у Латышонков близ Шкяну Солдаты 1-й стрелковой роты 1-го батальона 125-го гвардейского полка под командованием гвардии капитана Эрнеста Вейса взяли деревню Боркуйцы и подняли над одним из домов красный флаг, а тем временем 2-я стрелковая рота под командованием гвардии капитана Язепа Пастернака перешла болото и взяла Шкяуне. К полудню остальные полки 43 гв сд вступили на территорию Латвийской ССР с развёрнутыми знамёнами. Части 308-й дивизии продолжили преследование противника, вступив на территорию Латвии 25 июля в районе села Ворзово, а 30 июля дивизии соединились. Латгалию до реки Айвиексте корпус прошёл за три недели. После успешно проведённой операции части на несколько дней были выведены во второй эшелон 22-й армии близ местечка Шкяуне, где занимались боевыми учениями.
Бойцы 43-й гвардейской Латышской стрелковой дивизии действовали при поддержке Латышского авиаполка, который бомбардировал колонны войск противника на территории Латвии в населённых пунктах Карсава, Лудза, Резекне, на узлах дорог и переправах рек Лубаны и Ромули. Также он вёл разведку. Первым местом базирования его в Латвии стал хутор Абрицки (18 километров от Лудзы), куда он прибыл 24 июля 1944 года. 9 августа 1944 года за достигнутые боевые успехи, за мужество и героизм личного состава, проявленные в боях на подступах к Латвии и при взятии города Режица (Резекне), полк получил почётное наименование Режицкий и полное наименование «1-й Латышский Режицкий ночной бомбардировочный авиаполк».

### Резекненско-Даугавпилсская операция
22 июля корпусу была поставлена новая боевая задача. Следуя за войсками первого эшелона 22-й армии, 24 июля латышские полки расположились в лесах севернее местечка Дагда, где готовились к завершающему этапу Резекненско-Даугавпилсской операции. 26 июля 43-я дивизия сосредоточилась в районе Амбели, Борзовка южнее озера Вишкю. Утром 27 июля она завязала бои с противником в районе Тимушки и Пилскалны, а затем при поддержке танковой бригады, двух самоходно-артиллерийских полков и артиллерийской бригады прорвала оборону западнее озера Лукнас и продвинулась в течение дня на 22 километра, освободив 52 населённых пункта севернее Даугавпилса. 29 июля дивизия оказалась на рубеже Рубени — Проми — Апшениеки — Имантас, передовые части подошли к реке Оше юго-западнее Русини, неподалёку от её впадения в реку Дубну. До 2 августа дивизия в составе корпуса находилась здесь в резерве 22-й армии.
В состав корпуса включались в разное время разные дивизии: так, в ходе этой операции командиру корпуса подчинялась 115-я стрелковая дивизия. В итоге в результате боев 43 гв сд, опиравшаяся на опыт действий в лесах и болотах под Старой Руссой, преодолела местность, изобилующую труднопроходимыми участками, за что получила благодарность Верховного Главнокомандующего. 27 июля при поддержке дивизии был освобождён Даугавпилс.

### Лубанско-Мадонская наступательная операция
308-я дивизия под командованием генерал-майора В. Ф. Дамберга участвовала параллельно в начавшейся 28 июля Лубанско-Мадонской наступательной операции 2-го Прибалтийского фронта. Боевое крещение дивизии произошло в боях на реке Айвиексте, где корпус выполнял задачу прорыва обороны противника, преодолев считавшиеся до этого непроходимыми многокилометровые Лубанские болота. После прорыва к 308-й дивизии подошла 43-я гвардейская, которая начала прорывать оборону противника на линии Стеки — Медневка (15 километров северо-восточнее Ливаны). 123-й и 125-й полки поддерживали семь артиллерийских и четыре миномётных полка, а также два дивизиона гвардейских миномётов (в среднем на километр фронта приходилось 204 орудия). Рано утром 2 августа полки стремительно атаковали оборонительные позиции противника, прорвали их и заняли Стеку. К середине дня они дошли до реки Неретиня, форсировали её, а затем достигли реки Аташа, где 125-й полк захватил переправу у Вилкаи. Части дивизии к концу дня прорвали оборону противника на фронте шириной в 2500 м, расширили его до 7 км и продвинулись с боями на 15 км, оттеснив противника на север и северо-запад. 3 августа 43-я дивизия заняла станцию Межаре. В ходе наступления солдаты корпуса продемонстрировали подлинное воинское мастерство, действуя смело, решительно и инициативно: охваты флангов и удары отдельных подразделений в тыл противника при хорошей организации равзедки позволили своевременно вскрыть группировки врага, определить их намерения и нанести решающий удар.
В операции проявил себя командир 4-й стрелковой роты 125-го гвардейского полка гвардии капитан Михаил Орлов. 2 августа в ходе боёв за дорогу Резекне — Крустпилс у станции Межаре рота Орлова вышла в тыл противника и перекрыла шоссе, перейдя железную дорогу у станции Межаре. Рота заняла оборону и долгое время удерживала дорогу, отражая яростные атаки немцев. В бой вермахт вынужден был бросить даже самоходные орудия. В разгар сражения Орлов получил своё шестое ранение за войну, от которого вскоре скончался, однако рота прорвала кольцо окружения и продержалась до подхода основных сил полка. На следующий день в бою погиб и командир 323-го полка майор К.Озолс.
Немцы перебрасывали всё большее и большее количество сил, что замедлило путь от реки Айвиексте до Риги. Корпусу пришлось потратить два месяца на это. Войска 22-й армии были повернуты фронтом на запад и получили приказ уничтожить плацдарм противника в междуречье Западной Двины и Айвиексте. Командарм Г. П. Кропотков дал задание 130-му Латышскому стрелковому корпусу: при поддержке 5-го танкового корпуса стремительной атакой прорвать оборону противника на всю её глубину, выйти на восточный берег Западной Двины, окружить группировку противника в районе Крустпилса и уничтожить её при помощи частей 44-го стрелкового корпуса.
4 августа 1944 года 43-я дивизия с самоходно-артиллерийским полком и истребительным противотанковым дивизионом с боем переправилась через реку Одзе у Цаулкарны и к концу дня освободила Межратитес в районе станции Кукас. 6 августа части корпуса вышли на южный берег реки Айвиексте юго-западнее Ляудоны, пройдя за 5 дней с боями почти 40 километров и освободив до 200 населённых пунктов. В этот день командующий 22-й армией приказал командиру корпуса при поддержке 5-го танкового корпуса развернуть наступление основными силами на юго-запад и выйти на северный берег Западной Двины, чтобы окружить группировку войск противника в Крустпилсе — крупном узле шоссейных и железных дорог. Наступление началось 7 августа 1944 года в 15 часов.
После 15-минутной артиллерийской подготовки пехота и танки стремительно атаковали позиции противника. Атакующие ворвались на некоторые вражеские позиции ещё до того, как их успела занять немецкая пехота. Танковый десант добрался до артиллерийских позиций, что привело немцев в состояние паники. Силы вермахта спешно отступили, бросив технику и тяжёлое вооружение, и к 8 часам утра 8 августа два полка 43-й дивизии вышли к Западной Двине у железнодорожного моста на линии Крустпилс — Рига. Чуть позднее части 308-й дивизии вступили в Крустпилс, разгромив войска противника к середине дня. Вечером был полностью ликвидирован немецкий плацдарм в междуречье Западной Двины и Айвиексте. Заслугу 130-го корпуса в разгроме немцев под Крустпилсом признал сам командующий фронтом А. И. Ерёменко: мощный прорыв войск 22-й армии, быстрые и слаженные действия 130-го стрелкового и 5-го танкового корпусов позволили разгромить немцев.
10 августа корпус под сильным огнём противника форсировал реку Айвиексте с использованием подручных средств у села Криевциемс после короткой, но мощной артиллерийской подготовки. К вечеру того дня был захвачен плацдарм в пять километров по фронту и в два километра в глубину, откуда открылся путь к Видземе и дальним подступам к Риге. Бои за удержание плацдарма продолжались с 11 по 13 августа: корпус отражал мощные атаки резервных сил противника. 13 августа гитлеровцы при поддержке танков и штурмовых орудий 12 раз контратаковали позиции 308-й дивизии, но корпус удержался. 14 августа по приказу командующего Латышский корпус сдал свой боевой участок 155-му Краснознамённому укреплённому району. Совершив ночной марш, дивизии корпуса сосредоточились во втором эшелоне армии западнее Ляудоны в районе Эзериеши — Муйжниеки — Руки, где в течение суток приводили себя в порядок и пополняли припасы.
16 августа корпус получил новое задание: прорвать оборону противника на Видземской возвышенности на участке от высоты 133,9 до хутора Веверес (рубеж по реке Арона, правому притоку реки Айвиексте) и овладеть восточным берегом реки Берзауне. Впоследствии корпус должен был овладеть рубежом по железной дороге от станции Калснава до станции Яункалснава. В состав корпуса были включены дополнительно 115-я стрелковая дивизия, 118-я танковая бригада, 1503-й самоходный артиллерийский полк. Для поддержки корпуса были выделены 69-я лёгкая артиллерийская бригада, 395-й гаубичный артиллерийский полк, 561-й миномётный полк, 699-й, 1040-й и 552-й истребительные противотанковые артиллерийские полки, 72-й гвардейский миномётный полк и дивизион 27-го гвардейского миномётного полка. Наступление началось утром 17 августа: корпус прорвал оборону противника на рубеже Граудите — Вевери, направляясь к западу от Ляудоны в направлении станции Калснава. Солдаты 150-го корпуса полностью разгромили группировку противника в районе Калснава, переправились через реки Арона, Берзауне, Весета и 20 августа вышли к городу Виеталве (15 километров к юго-востоку от Эргли), расположенному на шоссе Плявинас — Эргли.
С 21 по 23 августа 1944 года части 43-й гвардейской стрелковой дивизии участвовали в боях в Виеталве. В двухэтажном здании Виеталвской (так называемой министерской) школы произошла одна из самых ожесточённых и тяжёлых рукопашных схваток: утром 23 августа бойцы 125-го полка взяли школу. Гитлеровцы предприняли до середины дня семь контратак, и в восьмой раз пошли на школу в 16:40. К тому моменту у бойцов в школе кончались патроны и гранаты. На лестницах, в коридорах и на чердаке завязались рукопашные схватки. Бойцов вытеснили в подвал, где собирались раненые. В состав гарнизона входили командир 1-го батальона 125-го полка гвардии капитан И. Уласс, командир 3-го дивизиона 94-го гвардейского артиллерийского полка 43-й дивизии капитан И. Овечкин и помощник начальника оперативного отдела штаба 43-й дивизии майор Э. Апинис (командир гарнизона). Когда боеприпасы почти полностью иссякли, Овечкин приказал сосредоточить огонь всех батарей 3-го дивизиона на школе. Противник не выдержал и стал отходить.
Бои шли и за Виеталвскую церковь, которую обстреливали гитлеровцы. В тот же день группа разведчиков 123-го гвардейского полка под командованием Яниса Розе закрепилась в церкви и стала передавать координаты немецких войск советским артиллеристами. Розе в бою проявил не только мужество, но и смекалку: при очередных налётах он спускался с рацией на нижнюю площадку, а затем снова поднимался наверх и продолжал корректировать артиллерийский огонь. С 24 августа бои стали утихать, и гитлеровцы оставили Виеталву. В ночь на 27 августа корпус сдал свою полосу обороны 155-му укреплённому району и сосредоточился в резерве 22-й армии.
В ходе Лубанско-Мадонской операции корпус освободил 860 км² территории Латвийской ССР и свыше тысячи населённых пунктов, захватил и уничтожил 28 танков, 3 бронемашины, 19 штурмовых орудий, 175 орудий, 76 миномётов и других единиц техники и вооружения.За мужество и отвагу, проявленные в августовских боях 1944 года в ходе Лубанско-Мадонской операции, закончившейся 28 августа, 1745 солдат и офицеров корпуса удостоились правительственных наград. В итоговом результате советские войска освободили всю Латгалию, большую часть Мадонского и половину Валкского уезда в Видземе, Илукстский уезд, большую часть Елгавского, почти весь Екабпилсский и небольшую часть Бауского уезда в Земгале, что составляло около половины территории Латвии.
В ходе той же операции в ночь на 7 сентября 1944 года пилот Латышского авиационного полка старший лейтенант Вульф и его штурман лейтенант Морозюк совершили 2000-й боевой вылет Латышского авиационного полка (эту тысячу полётов полк провёл за период с 17 мая по 7 сентября 1944 года). Авиаполк, взаимодействуя с наземными частями 2-го Прибалтийского фронта на Рижском направлении, уничтожал железнодорожные составы на путях и на станциях Кокнесе, Скривери, Яунелгава, Сигулда, Балтезерс и других, бомбил вражескую авиацию на аэродроме Цесис, артиллерию на опорных пунктах и вёл разведку отходящих войск противника, оказав большую помощь наземным войскам.
После напряжённых августовских наступательных боев части корпуса сосредоточились севернее Сауснеи к востоку от Озолмуйжа (восемь километров юго-восточнее Эргли). Корпус находился на правом фланге 22-й армии и вместе с 90-м стрелковым корпусом составлял её ударную группировку. В августе — сентябре 1944 года корпус около трёх недель был в резерве 22-й армии. В конце августа в корпус впервые поступило пополнение из 2990 молодых воинов, призванных с освобождённой территории Латвии. Военную подготовку они получили в 140-м запасном стрелковом полку.

### Рижская наступательная операция
14 сентября 1944 года началась Рижская наступательная операция. Корпус вошёл в бой в первый же день, и противник оказывал ему упорное сопротивление, что не позволило прорвать на всю глубину оборону противника и сломить его сопротивление. К исходу дня солдаты 43-й дивизии после упорных боев заняли Озолмуйжу, Валтини и Калеи. Отбив контратаки, полки вышли на следующий день к реке Персе. 16 сентября части корпуса отражали контратаки противника на Озолы, после чего возобновили наступление. 17 сентября немецкие войска перед фронтом корпуса отошли на новый оборонительный рубеж; латышские бойцы заняли Дудас и развернули с двух сторон наступление на Лиепкалне. Несколько последующих дней части корпуса вели упорные бои, продвигаясь вперед, отбивая неоднократные контратаки противника и освобождая населённые пункты. 23 сентября немцы бросились отступать к рубежу «Сигулда», что облегчило задачу 130-му корпусу — в середине дня с ходу была форсирована река Огре. К концу дня 308-я дивизия дошла до Бисниеки и, освободив на правом берегу реки Огре несколько населённых пунктов, части корпуса приостановили продвижение. На этом участие корпуса в боях на первом этапе Рижской наступательной операции закончилось.
24 сентября 1944 года командующим фронтом была поставлена следующая задача 22-й армии:
Продолжать силами 155-го УР наступление с рубежа озеро Лобес — Эзерс, Аизкраукле на Сривери и 26 сентября 1944 года овладеть рубежом: (иск.) станция Кайбала, Лиелюмправас… Остальные войска армии — 93 ск (219, 379 и 391 сд), 130 лат. ск (43 гв лсд и 308 лсд)… немедленно начать переправлять в районе Кокнесе через реку Западная Двина — передвигать по маршруту Кокнесе, Зиэмели, Букас, Вецмуйжа и к 24.00 29 сентября 1944 года сменить войска 1ПБФ на участке Аузини, Балдоне, Текава, (иск.) Елгава для наступления на Ригу.
Сдав свои позиции 155-му укреплённому району, соединения 130-го корпуса 24-25 сентября переправились через Западную Двину в районе Кокнесе и, сосредоточившись юго-западнее Балдоне, заняли там оборону на участке Декмери — Теймени — Яунбриежи — Галини — Галакрогс. Под Балдоне произошла смена командира 308-й стрелковой дивизии: генерал-майор В. Ф. Дамберг был назначен заместителем командира Латышского корпуса по строевой части, а вместо него 5 октября командиром дивизии стал гвардии полковник М. Т. Калныньш.
В октябре корпусу была поставлена задача: наступая в обход Риги с юга на правом фланге 22-й армии, корпус должен был перерезать дорогу Рига — Елгава в районе станции Олайне, выйти с юго-запада в тыл немецким войскам, занимавшим оборону вокруг города, и блокировать шоссе и железную дорогу, ведущие на Рижское взморье. С 11 октября наступил период непосредственной борьбы за столицу Латвии. В связи с перегруппировкой войск 2-го Прибалтийского фронта 130-й Латышский стрелковый корпус совершил 110-километровый марш в район города Балдоне, остановившись в 30 километрах к юго-востоку от Риги.
Наступление началось в 6 часов утра 10 октября: 43-я гвардейская и 308-я латышские стрелковые дивизии, взаимодействуя с соединениями 10-й гвардейской армии, двинулись на линию Галдниеки — Скрундас — Судмалкалнс — Смилтниеки. За день им удалось взять 28 населённых пунктов, а 308-я дивизия к исходу дня достигла линии Зиемели — Какаули, где ей пришлось отражать контратаки. 43-я дивизия тем временем вышла к рубежу обороны противника, проходившему восточнее Иецавского шоссе на участке Мисаскрогс — Балкас и далее по северному берегу реки Кекава, и овладела населёнными пунктами Лидакас и Балкас, после чего остановилась перед сильно укреплённой обороной противника. На следующий день 43-я дивизия снова продвинулась вперед, перерезала шоссе Кекава — Иецава и овладела рубежом Силини — Балкас. Бойцы форсировали реку Кекаву и преодолели укреплённую полосу по ней.
12 октября гитлеровцы предприняли сильные танковые контратаки со стороны Риги, и ожесточённые бои продолжались весь день. Отбросив противника с большим трудом, 308-я и 43-я дивизии начали его преследование и перерезали шоссе Рига — Бауска в районах Пулкартне, Виллис и Силини. На рассвете 13 октября наступавшие с севера по правому берегу Западной Двины советские бойцы очистили всю правобережную, восточную часть Риги, в честь чего вечером в Москве был дан салют войскам 2-го и 3-го Прибалтийских фронтов, овладевшим столицей Советской Латвии. Войска, участвовавшие в освобождении города, получили благодарность Верховного Главнокомандующего.
Борьба за западную, левобережную часть Риги — Пардаугаву (Задвинье) — продолжалась. С 13 октября 10-я гвардейская армия и 130-й Латышский корпус усилили свой натиск на врага, предприняв наступление на Пардавугаву с юго-востока и юга по левобережью Западной Двины. Корпус приблизился к юго-восточной окраине Риги на расстояние 15 км, в эти часы повёл непрекращающиеся атаки и к концу дня 13 октября вместе с 7-м гвардейским стрелковым корпусом перерезал шоссе и железную дорогу Рига — Елгава в районе Зандери и станции Олайне. Латышскому корпусу Верховный Главнокомандующий также выразил благодарность за помощь войскам, освобождавшим правобережную Ригу. В ночь с 14 на 15 октября немцы оставили Ригу, отведя свои войска за реку Лиелупе и на Тукумский оборонительный рубеж. В итоге солдатам Красной Армии удалось избежать разрушения города, сохранить большую часть жилых и общественных зданий и избежать жертв среди мирного населения.
После освобождения Риги Латышский корпус, согласно особой директиве Генерального штаба Красной Армии, вышел из оперативного подчинения 2-му Прибалтийскому фронту и был отведён с передовой для подготовки к торжественному вступлению в Ригу. Из района Олайне корпус вывели в районы Шкиротава и Пурвциемса. Вечером 14 октября 15-й гвардейский стрелковый корпус достиг южной окраины Риги, а с утра 15 октября три корпуса 10-й гвардейской армии возобновили наступление. В тот же день войска 2-го и 3-го Прибалтийских фронтов встретились в Пардаугаве, полностью овладели левобережной частью города и тем самым вскоре после полудня завершили освобождение Риги. В боях за Ригу мастерство, мужество и отвагу проявили многие бойцы и командиры 130-го латышского стрелкового корпуса. Среди них — генералы П. О. Бауман, В. Ф. Калашников, А. Ю. Калнынь, М. Т. Калнынь, А. К. Юревиц, Я. Ю. Дауглис, А. А. Аренд, П. Д. Зутис; подполковники Я. Я. Пиесис, И. Я. Чаша, П. Б. Перловский, М. К. Лебедь, И. И. Нейман, Я. Я. Цаунит; майоры Э. П. Апинин, А. Г. Матисон, И. А. Приеде, А. Д. Рева, В. М. Межгайлис, К. И. Озолс, А. Э. Берг, Э. К. Балод и другие; сержанты и рядовые Я. Я. Розе, И. Янкус, Э. Мурниекс, И. Плинере-Уласе и многие другие. За бои в сентябре и октябре 1944 года были награждены 3418 воинов Латышского стрелкового корпуса, проявивших доблесть и мужество в боях за свою столицу, за родные города и села. Корпусу была объявлена благодарность, и он был награждён орденом Суворова II степени, 43-й гвардейской дивизии было присвоено почётное наименование Рижской вместе с другими особенно отличившимися частями и соединениями; 308-я стрелковая дивизия Указом Президиума Верховного Совета СССР от 3 ноября 1944 года была награждена орденом Красного Знамени.
Рижская наступательная операция завершилась к 21 октября 1944 года, когда войска 1-го Прибалтийского фронта вышли на линию Барта — Приекуле — Зварде (северо-западнее Ауце), а 2-го Прибалтийского — на подступы к Тукумсу. Южное побережье Рижского залива было очищено от врага, и 16 октября 3-й Прибалтийский фронт был расформирован. 16-я и 18-я армии были блокированы в треугольнике Лиепая — Вентспилс — Тукумс. Теперь почти вся Латвия за исключением Курляндского полуострова была теперь свободной от немецко-фашистских захватчиков.

### Восстановление Риги
В ознаменование полного освобождения Риги Военный совет 2-го Прибалтийского фронта решил ввести Латышский корпус в Ригу для прохождения торжественным маршем. Марш состоялся 16 октября 1944 года: 43-я гвардейская стрелковая дивизия у острова Доле (Дарзини) перешла через Западную Двину и сосредоточилась севернее станции Шкиротава, а в 10 часов утра части корпуса, восторженно встреченные рижанами, с оркестром и развернутыми боевыми знаменами по Лубанскому шоссе вошли в латвийскую столицу. 308-я дивизия торжественно вступила в Пардаугаву в тот же день. 22 октября в 13 часов дня в Риге на площади Коммунаров состоялся массовый митинг по случаю освобождения города от немецких захватчиков, в котором приняли участие воины Латышского корпуса. С 23 по 31 октября в Риге были в торжественной обстановке вручены гвардейские знамёна трём полкам 43-й дивизии (121-му, 123-му и 125-му), а также специальным частям дивизии. Во исполнение директивы Ставки Верховного Главнокомандования от 16 октября 1944 года 67-я армия, в том числе 130-й Латышский корпус, была оперативно передана в состав Ленинградского фронта. 130-й Латышский стрелковый корпус в этот момент помимо двух латышских дивизий включал также 196-ю, 189-ю, 56-ю, 85-ю и 201-ю стрелковые дивизии.
Солдаты и офицеры корпуса в первые дни после освобождения Риги включились в работу по восстановлению города от бомбёжек и обстрелов, разбирая завалы, восстанавливая водопровод и канализацию. Хлебопекарни Риги в эти дни не работали, и автотранспорт корпуса использовался для подвоза хлеба, выпеченного в других городах Латвии. К 6 ноября город получил воду. С 19 октября по 8 ноября подразделения корпуса обороняли побережье, несли гарнизонную службу в Риге, охраняли мосты и ряд городских объектов, вылавливали скрывавшихся гитлеровских лазутчиков и националистов, а также продолжали боевую учёбу. Для руководства восстановлением народного хозяйства и налаживания мирной жизни по просьбе ЦК Компартии Латвии и Совнаркома Латвийской ССР была командирована часть партийного и комсомольского актива 130-го стрелкового корпуса. Латышские писатели, которые служили в 43-й гвардейской стрелковой дивизии, также участвовали в восстановлении всех культурных объектов и всей культурной жизни Латвии.
Тем временем 130-й стрелковый корпус пополнялся: в ноябре 1944 года понесшие потери в боях части и соединения корпуса получили 4415 человек пополнения (в основном из молодёжи, мобилизованной на освобождённой территории Латвии). Военная подготовка призывников велась в 359-м запасном стрелковом полку 14-й запасной стрелковой бригады, в запасном латышском стрелковом батальоне. С февраля 1945 года этот батальон 359-го полка был преобразован в 17-й отдельный запасный Латышский стрелковый батальон. Сама мобилизация военнообязанных граждан Латвийской ССР в Красную Армию проводилась по мере освобождения её территории: в восточных районах Латвии она осуществлялась в конце июля, в Риге — 3 ноября 1944 года. Всего до конца войны было призвано около 57,5 тыс. граждан Советской Латвии 1903—1926 годов рождения Подготовка мобилизованных проводилась также в размещавшемся в Крустпилсе 140-м армейском запасном стрелковом полку, в составе которого имелся специальный латышский батальон. На 31 августа 1944 года в полку числился 5261 латыш.
В результате получения пополнения на территории Латвии в 1944—1945 годах значительно возрос удельный вес солдат и офицеров латышской национальности в составе корпуса. При формировании 308-й Латышской стрелковой дивизии в ней по состоянию на 10 июля 1944 года имелось 36,3 % воинов латышской национальности. А на 30 марта 1945 года их численность составляла 82,5 %. В момент начала боев за Латвию воинов латышской национальности по состоянию на 1 июля 1944 года было 35,3 %, а в конце марта 1945 года граждане республики, ранее проживавшие на оккупированной территории Латвии, составляли в частях и подразделениях дивизии от 60 % до 90 % их личного состава. Всего в конце войны в боевом строю корпуса сражались воины более 20 национальностей Советского Союза.

### Курляндский котёл: Джукстенская операция
8 ноября 1944 года Латышский стрелковый корпус выступил из района Риги маршем в полосу боевых действий 2-го Прибалтийского фронта в Курземе, где он снова был включён в состав 22-й армии и, находясь в её резерве, начал готовиться к прорыву сильно укреплённой обороны противника. Эта подготовка шла более месяца, и тактические учения были проведены во всех батальонах и дивизионах (особое внимание уделялось подготовке вновь прибывшего пополнения). Перед боями в Курземе корпус получил пополнение людьми и вооружением: 43-я дивизия насчитывала в это время 8276 человек, 308-я — 7128 человек.
Бои с войсками блокированной в Курземе мощной немецкой группы армий «Север», с 26 января 1945 года именовавшейся «Курляндия», были тяжёлыми. С 23 декабря 1944 года корпус вёл наступательные бои на направлении главного удара в так называемой Джукстенской операции 2-го Прибалтийского фронта. Эта операция 1-й ударной и 22-й армий проводилась на Тукумском направлении; ударные группировки направляли свои усилия на населённый пункт Лестене, расположенный к юго-западу от Джуксте; поэтому операция называлась Джукстенской.
23 декабря 1944 года в наступление перешли 22-я и 1-я ударная армии 2-го Прибалтийского фронта. 130-му Латышскому корпусу были приданы 312-й самоходный артиллерийский полк, 1040-й армейский истребительный противотанковый артиллерийский полк, 36-я миномётная бригада, 72-й гвардейский миномётный полк, 36-я гвардейская пушечная артиллерийская бригада и 192-й инженерный сапёрный батальон. В этих боях корпусу необходимо было прорвать оборону противника в районе Джуксте на участке Приедниеки — Балтамуйжа, захватом железнодорожного полотна обеспечить ввод в прорыв с рубежа Фердинандмуйжа — Лестене 19-го танкового корпуса и в дальнейшем, наступая совместно с 19-м танковым корпусом, к исходу 28 декабря выйти на рубеж Видини — Вамжи. Воины корпуса прорвали оборонительные позиции противника, вышли на рубеж Яунбриди — Дирбас, овладели железной дорогой и отбили начавшиеся контратаки. Наступление продолжилось 27 и 28 декабря, но его темпы замедлились из-за сильного сопротивления противника, отставания в наступлении соседних соединений и больших потерь. 28 декабря командующий 22-й армией отдал приказ перейти к обороне.
За бои в районе Джуксте командование корпуса отметило группу воинов 308-й Латышской дивизии. А тем временем корпусу была поставлена новая задача — перегруппироваться в район Блусас — Кармачас — Берзайни для прорыва обороны противника на участке между станцией Гардене и озером Зебрус. Корпус направился в новый район сосредоточения в ночь с 28 на 29 декабря. В итоге за шесть дней боев было уничтожено около 6 тыс. солдат и офицеров противника, 11 танков и штурмовых орудий, 29 орудий, взяты пленные и захвачены трофеи. За геройство и отвагу орденами и медалями были награждены 1007 воинов Латышского корпуса. Совершив 25-километровый марш, корпус начал атаку в первой половине дня 31 декабря 1944 года. Полки прорвали первую линию обороны, но противник вскоре перешёл к исключительно сильным непрерывным контратакам. Заняв оборону на захваченных позициях, бойцы в течение суток отразили у хутора Плани в Аннениекской волости 21 контратаку гитлеровских войск силами от роты до батальона при поддержке танков и самоходных орудий. Дивизии корпуса закрепились на занятом рубеже и стали готовиться к новым наступательным действиям. Удержав занятые позиции, корпус оставался на них до конца января.
Параллельно Латышский бомбардировочный полк, перевооружённый в начале января 1945 года на модернизированные По-2, неоднократно вылетал на бомбардировку судов и транспортов в Вентспилсе и других портах, дорог, железнодорожных станций, эшелонов, аэродромов, штабов частей и соединений противника, в отдельные ночи производилось до ста боевых вылетов. В конце апреля 1945 года полк перешёл в оперативное подчинение 284-й ночной бомбардировочной Новосокольнической авиационной дивизии. Прощаясь с латышским авиационным полком, в своём приказе командир 313-й Бежицкой авиадивизии писал, что с января 1944-го по апрель 1945 года «командование и личный состав полка показали образцы выполнения боевых задач по разгрому немецких захватчиков как на подступах к Прибалтике, так и непосредственно на территории Латвии. В историю освобождения Советской Латвии личный состав полка вписал страницы подвигов мужества и геройства».

### Курляндский котёл: Салдусская операция
В течение февраля 1945 года 130-й стрелковый корпус вёл непрерывные кровопролитные бои. С 10 февраля 1945 года корпус сосредоточился в районе Мелкалны — Целми, находясь в резерве 22-й армии. Поскольку преобладающей частью личного состава была молодёжь, только что призванная в освобождённых районах Латвии и не имевшая боевого опыта, командиры вели усиленную боевую подготовку. К 1 марта насчитывалось уже 6562 человека в 43-й дивизии и 5623 человека в 308-й дивизии. В ночь на 23 февраля 1945 года, преодолевая сильный снежный буран, корпус совершил марш: 308-я дивизия сосредоточилась в районе Салдуса. В ночь на 4 марта части корпуса заняли исходное положение для атаки: Латышский корпус, находившийся на левом крыле 22-й армии, вместе с 23-м гвардейским корпусом наносил основной удар. Он имел 282 ствола орудий и миномётов на один километр фронта прорыва.
4 марта 1945 года после часовой артиллерийской подготовки в 10:40 началось наступление частей корпуса. Они сумели за день прорвать оборону противника на фронте в четыре километра и вклиниться в неё на глубину 3-4 километра. На следующий день корпус перерезал шоссейную дорогу Добеле — Салдус и прошёл дальше, овладев десятью населёнными пунктами. С 6 по 9 марта велись упорные и кровопролитные бои за преодоление второй оборонительной линии вдоль шоссе Добеле — Салдус, и противник при поддержке танков, артиллерии и штурмовых орудий постоянно прибегал к контратакам.
С 4 по 13 марта Латышский корпус, входя в ударную группировку 22-й армии, наступал с позиций юго-восточнее Салдуса на северо-запад. Бои шли в трудных погодных условиях — оттепели и заморозки чередовались постоянно. В ходе этих боев, попав в окружение, 6 марта погибли заместитель командира 125-го полка гвардии майор Г. Кириллов, командир батальона гвардии майор Г. Грищенко, начальник связи полка А. Терауд и другие военачальники. С 10 по 13 марта 43-я дивизия вела бои в районе Кеки, Клейнас, Лиелаужи, стремясь прорвать оборону противника и перерезать железную дорогу Рига — Лиепая. К исходу дня 13 марта советские части достигли рубежа Биржи — Лиелпуцены, а в тот же день Латышский корпус из 22-й армии был передан в 42-ю для участия в наступлении в направлении Пилсблидене — Ремте — Вежи. 42-я и 10-я гвардейская армии планировали таким образом окружить и уничтожить салдусскую группировку немецких войск. 130-й Латышский и 8-й Эстонский корпуса должны были наступать на правом фланге армии.
С 17 по 29 марта корпус сражался в составе ударной группировки 42-й армии и наступал на северо-восток. Начавшееся 17 марта наступление не прекращалось всю ночь и продолжилось на следующий день. 19 марта гвардейцы и бойцы 308-й дивизии освободили Яунмуйжу и захватили станцию Блидене, после чего долго отражали контратаки подошедших подкреплений противника. 21 марта 121-й гвардейский полк овладел населённым пунктом Адас и снова отразил настойчивые контратаки немцев. 23 марта по приказу командира корпуса 43-я дивизия сдала другим частям свой боевой участок и сосредоточилась в районе Кангари, Кеки, Дзегузес, Веротаи, находясь в резерве корпуса (он вёл здесь бои до 28 марта 1945 года).
29 марта 1945 года Латышский корпус был выведен во второй эшелон на отдых и пополнение. Сдав свой боевой участок 67-й гвардейской дивизии, корпус к утру 30 марта сосредоточился в районе Пламши — Деголес — Веротаи — Яунземьи — Зилес южнее станции Блидене. Части корпуса получили пополнение и занялись учениями в течение всего апреля. 1 мая дивизии корпуса по приказу командующего 42-й армией совершили 25-28-километровый марш. На следующий день 43-я дивизия сосредоточилась в тылу в районе Пакаусис — Плявниеки, а 308-я дивизия — в районе Силини — Миезаи — Калныни. В эти дни руководители республики прибыли в расположение корпуса и вручили орден Суворова II степени, которым он был награждён за бои при освобождении Риги.

### Курляндский котёл: разоружение немецких войск
3 мая солдаты Курляндской группировки через репродукторы получили сообщения о капитуляции Берлина. Командующий Ленинградским фронтом маршал Советского Союза Л. А. Говоров на рассвете 7 мая объявил командованию войск противника ультиматум о капитуляции. Не получив ответ в назначенный срок, наши войска начали готовиться к решительному штурму. Наконец 8 мая, примерно в то же время, когда в Карлсхорсте открывалась церемония подписания Акта о безоговорочной капитуляции Германии, весь передний край обороны войск противника в Курземе обозначился белыми флагами. Это был знак капитуляции Курляндской группировки. Впрочем, гитлеровское командование до последнего момента не прекращало маневрировать, хитрить и нарушать любые договорённости: 7 мая они попытались отвести как можно больше войск с линии фронта поближе к морю в тщетной надежде на эвакуацию на кораблях. Наши войска заметили отход противника и бросились в погоню за убегавшими немцами, встречая довольно сильное сопротивление. Отход и преследование продолжались и 8 мая. Несмотря на приказ маршала Говорова о прекращении военных действий с 14 часов, на некоторых участках гитлеровцы сопротивлялись до вечера 8 мая. Поэтому командир Латышского корпуса смог отдать всем частям приказ о прекращении огня только в 21:59.
43-я гвардейская Латышская стрелковая дивизия разоружала капитулировавшие вражеские части и соединения у хутора Трубас Тукумского уезда, 308-я дивизия — в районе Гайти Салдуского района. В нарушение условий капитуляции многие части и соединения не остались на своих местах, а стали разбегаться по лесам. Так, в течение следующих нескольких дней советскими войсками были пойманы более 50 тысяч немецких солдат и офицеров, которые бросили оружие и сбежали в леса блокированной зоны. С 9 по 12 мая Латышский корпус разоружал и принимал в плен солдат и офицеров 24-й саксонской пехотной дивизии и 19-й гренадерской дивизии СС С капитуляцией Курляндской группировки к середине мая 1945 года завершилось освобождение территории Латвийской ССР от оккупантов. К 14 мая 43-я дивизия сосредоточилась в районе станции Иосты и выступила в Ригу 22 мая. Её боевой путь закончился.
Всего с конца декабря 1944 года и до последнего дня войны 130-й корпус в ходе боев по разгрому Курляндской группировки противника участвовал в трёх наступательных операциях 2-го Прибалтийского фронта, в ходе которых трижды прорывал сильно укреплённую оборону противника, причём дважды до 12 километров в глубину и до 8-14 километров по фронту. Находился в соприкосновении с противником 119 дней, из которых 74 дня вёл наступательные бои на главных направлениях ударов советских войск на территории Латвийской ССР.

### Награды
- 3 ноября 1944 года —  Орден Суворова II степени — награжден указом Президиума Верховного Совета СССР от 3 ноября 1944 года за образцовое выполнение заданий командования в боях c немецкими захватчиками, за овладение городом Рига и проявленные при этом доблесть и мужество.[52]

Из служащих 130-го Латышского стрелкового корпуса большое количество воинов были награждены боевыми орденами и медалями, а всего 17 368 солдат из латышских формирований РККА были удостоены этих наград. Трое служащих — младший лейтенант Янис Вилхелмс, гвардии капитан Михаил Орлов и гвардии подполковник Ян Райнберг — получили звание Героя Советского Союза (Орлов и Райнберг получили его посмертно).
Латышский авиационный полк, оказывавший активную помощь корпусу, успешно выполнял боевые задания по уничтожению живой силы и техники противника, проявил исключительные мужество, отвагу и профессиональное воинское мастерство при оказании помощи партизанам. Полк уничтожил на вражеских аэродромах более 40 самолётов, а также 58 артиллерийских батарей, 834 автомашины и много другой техники, вооружения и живой силы противника. 167 воинов авиаполка награждены боевыми орденами и медалями.